# Alfred Flattinger
Alfred Flattinger (* 1952 in Linz) ist ein österreichischer Grafik-Designer, der in Luftenberg an der Donau lebt und arbeitet. Er unterrichtet an der HTL für Bau und Design in Linz.

## Leben und Wirken
Seit seiner Ausbildung an der Hochschule für Angewandte Kunst Wien (1972/1973) und an der Universität für künstlerische und industrielle Gestaltung Linz, Meisterklasse Malerei und Grafik (1973 bis 1977) beschäftigt sich Flattinger – wie er es nennt – „mit dem Zeichnen vor der Natur“. Er arbeitete eine Zeitlang im Egon-Hofmann-Haus und nahm 2008 an der Ausstellung Tür an Tür im Linzer Nordico teil. 2011 widmete ihm die Berufsvereinigung bildender Künstler Oberösterreichs eine Einzelausstellung mit dem Titel Augenblicke.
2004 machte er mit einem gezeichneten Stadtplan auf sich aufmerksam. Das Aquarell Linzer Stadtansicht zeigt Linz mit allen bedeutenden Sehenswürdigkeiten und Einrichtungen, die der Künstler in aufwendiger Kleinarbeit herausgearbeitet hat.